# Vijfde Gemeentelijke Hogere Burgerschool in Den Haag
De Vijfde Gemeentelijke Hogere Burgerschool was een school voor voortgezet onderwijs in Den Haag. 
De school begon in 1921 in het gebouw Laan 5 als hogereburgerschool met een 5-jarige cursus. In 1925 kreeg ze de naam Dalton HBS.
Laan 5 werd al gauw te klein. In 1927 verhuisde de school naar het adres Mient 351 en in 1930 naar de Vlierboomstraat 266. In 1933 kwam het gebouw Aronskelkweg 1 gereed. Dat schoolgebouw was een ontwerp van architect Co Brandes. De stijl was duidelijk Nieuwe Haagse School. Het is een symmetrisch groot, breed, plat gebouw met een plat dak. In het trappenhuis zijn gebrandschilderde ramen.
In 1925 werd de school een Dalton-HBS, en in 1955 een Dalton-lyceum. Sinds de fusies met de Dalton HBS voor meisjes en de Han Stijkel ULO in 1968 heette de school Dalton Scholengemeenschap. In dat jaar werd de school ook uitgebreid met een gebouw aan de Laan van Meerdervoort 1764. In 1996 werd de naam officieel gewijzigd in Dalton Den Haag, een naam die voor die tijd ook al vaak werd gebruikt.